# Фликкер-шум
Фликкер-шум (фликкерный шум, 1/f шум, иногда розовый шум в узком прикладном понимании такого термина, эффект мерцания) — электронный шум, наблюдаемый практически в любых аналоговых электронных устройствах; его источниками могут являться неоднородности в проводящей среде, генерация и рекомбинация носителей заряда в транзисторах и т. п. В электронных лампах открыт в 1925 году. Обычно упоминается в связи с постоянным током.
Спектральная плотность мощности розового шума определяется формулой ~{\displaystyle I^{m}/{f^{n}}} (плотность обратно пропорциональна некоторой степени {\displaystyle 0.6<n<2} частоты {\displaystyle f}  и прямо пропорциональна некоторой степени {\displaystyle m\approx 2} тока {\displaystyle I} ), то есть он является равномерно убывающим в логарифмической шкале частот. Например, мощность сигнала в полосе частот между 40 и 60 Герц равна мощности в полосе между 4000 и 6000 Герц. Спектральная плотность такого сигнала по сравнению с белым шумом затухает на 3 децибела на каждую октаву. Шум мерцаний обладает «памятью» о своём прошлом, равномерной в логарифмической шкале времени.
Розовый шум обнаруживается, например, в сердечных ритмах, в графиках электрической активности мозга, в электромагнитном излучении космических тел, а также практически в любых электронных и механических устройствах.
Иногда обобщённым розовым шумом называют любой шум, спектральная плотность которого уменьшается с увеличением частоты, то есть включают также красный (броуновский) и другие случайные процессы с забыванием во времени.
Проявляется обычно при низких частотах, при высоких же обычно затмевается белым шумом.